# والکهمپتون
والکهمپتون (به انگلیسی: Walkhampton) یک روستا و محله مدنی در بریتانیا است که در West Devon واقع شده‌است. والکهمپتون ۸۶۳ نفر جمعیت دارد.